# 巴杰瓦
巴杰瓦（Bajva），是印度古吉拉特邦Vadodara县的一个城镇。总人口9118（2001年）。

## 人口
该地2001年总人口9118人，其中男性4788人，女性4330人；0—6岁人口1070人，其中男610人，女460人；识字率68.23%，其中男性为75.67%，女性为60.00%。